# Paratomoxioda testaceiventris
Paratomoxioda testaceiventris là một loài bọ cánh cứng trong họ Mordellidae. Loài này is voor het eerst wetenschappelijk beschreven bởi Pic.